# 초음속

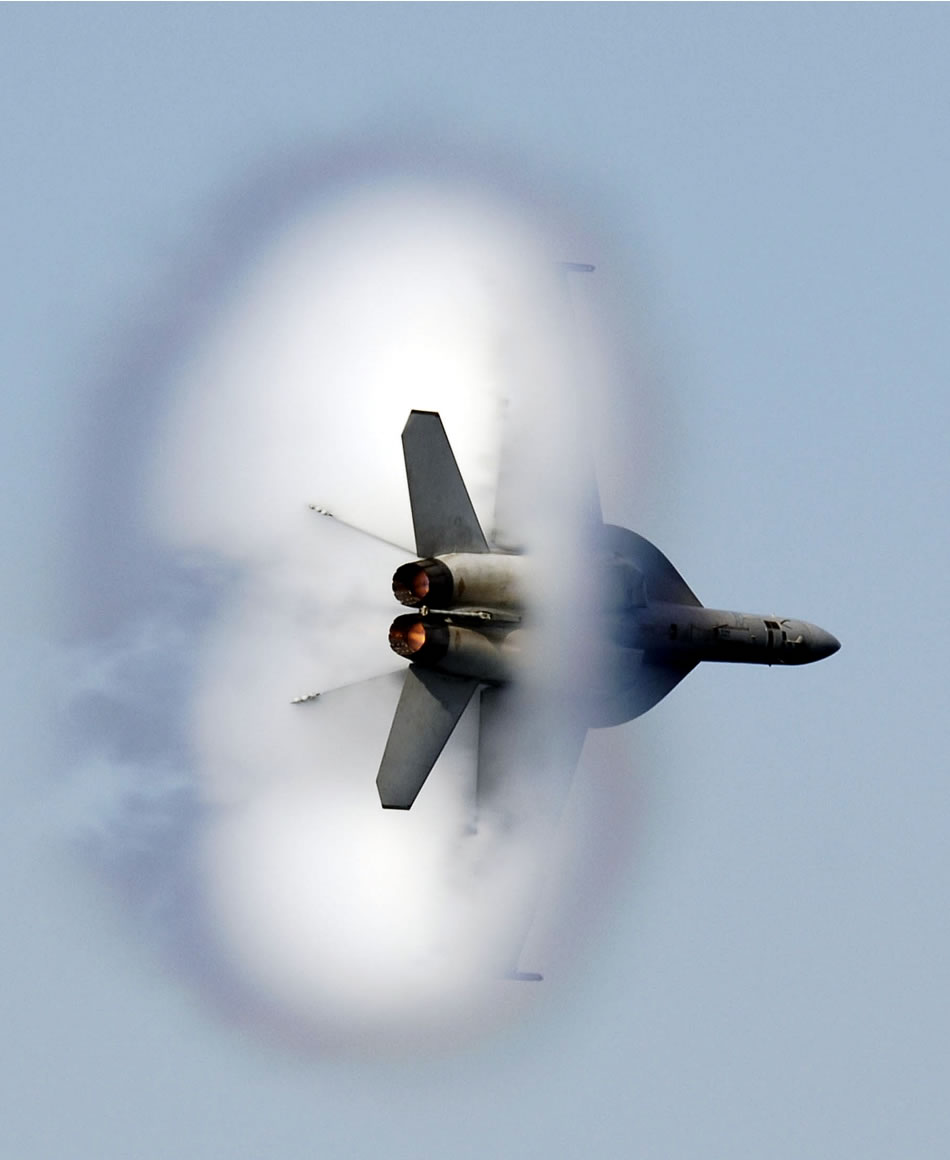
초음속 비행에 진입한 미국 해군 F/A-18E/F 슈퍼 호넷

초음속(超音速)은 음속보다 더 빠른 속도이다.
음속(마하 1)을 초과하는 물체의 속도이다. 해수면 온도 20°C(68°F)의 건조한 공기에서 이동하는 물체의 경우 이 속도는 약 343.2m/s(1,126ft/s; 768mph; 667.1kn; 1,236km/h)이다. 음속의 5배(마하 5)보다 빠른 속도는 종종 극초음속이라고 한다. 로터 블레이드의 끝과 같이 물체를 둘러싼 공기의 일부만 초음속에 도달하는 비행을 천음속이라고 한다. 이것은 일반적으로 마하 0.8과 마하 1.2 사이에서 발생한다.
소리는 탄성 매체에서 압력파 형태의 이동 진동이다. 물체가 소리가 매질을 통해 전파되는 속도보다 빠르게 움직일 때 물체는 초음속으로 움직인다. 기체에서 소리는 대부분 기체의 분자 질량과 온도에 따라 다른 속도로 종방향으로 이동하며 압력은 거의 영향을 미치지 않는다. 대기 온도와 구성은 고도에 따라 크게 달라지므로 꾸준히 움직이는 물체의 음속과 마하수가 변할 수 있다. 실온의 물에서 초음속은 1,440m/s(4,724ft/s)보다 큰 모든 속도로 간주할 수 있다. 고체에서 음파는 종방향 또는 횡방향으로 편광될 수 있으며 더 높은 속도를 가질 수 있다.
초음속 파괴는 부서지기 쉬운 재료에서 음속보다 더 빠른 균열 운동을 보인다.

## 같이 보기
- 극초음속
- 소닉붐
- 초음속기
- 천음속
- 프란틀-글로어트 특이점